# 学生セツルメント
学生セツルメント（がくせいセツルメント、Student settlement）とは、大学生による貧民救済事業として始まった学生サークル活動。

## 欧米
セツルメント運動は1870年代にイギリスのケンブリッジ大学やオックスフォード大学の学生が社会的困窮度の高い地域に住み込んで生活の向上を目指したのが始まりとされている。貧民街に入り隣保館（セツルメント）のボランティアとして医療相談や法律相談、学校に行けない子どものための教育事業を行った。
イギリスのセツルメント運動の背景には産業革命後のスラム地域の発生や社会問題の発生を背景に、マクロレベルの制度的対応だけではなく地域社会を改良しようという運動であった。
アメリカではシカゴを中心に展開されたが人種問題や移民問題を背景とした運動であった。

## 日本

### 戦前
日本には大正時代に紹介され、東京帝国大学の学生を中心に活動が開始された（帝大セツルメント）。その雰囲気としてセツラーの三好惣次は秋田雨雀が「セツルの集会」の後で「孫に対する祖父の様な親しみのある態度で話し」たと記している。1930年には、京都帝国大学学生隣保館が開始されている。

### 戦後
太平洋戦争後は、日本共産党系の学生が中心となり、全国学生セツルメント連合（全セツ連）が結成された。武装闘争路線をとっていた日本共産党の、地域人民闘争の一環であるとともに、学生を「民主的知識人勤労者」に育てる場とされた。
1960年の朝日新聞社会面には、「全国学生セツルメント連合大会始まる」との記事がトップを飾り、学生セツルメント活動への関心が存在したことを示している。教養主義者として知られる山下肇も、1957年に東京大学教養学部（駒場）のセツルメント活動に共感を寄せている。
しかし、高度経済成長の進展とともに極貧層が非常に少なくなり、学生セツルメント運動の存在意義がみえなくなっていった。このころ全セツ連は、学生が地域に貢献することよりも、学生が地域社会と関わることで、大学で学問を学ぶことがどのように社会に役立つのかを学ぶ場、自己を成長させるためのサークル活動として位置づけなおすことになった。これはある程度功を奏し、1980年代前半までは一定数の学生をひきつける運動になっていた。

#### 1980年代
それでも1980年代半ばになると、学生セツルメント運動は急速に衰退する。まず事業内容から医療相談が消え、法律相談も消え、1980年代後半に残っていたのは教育事業だけになった。学生セツルメントでは老舗であった亀有セツルメントも、1987年には活動を停止している。
衰退していく学生セツルメント運動の中で、京都学生セツルメント連合（京セツ連）が1985年に「85京都テーゼ」を提言。ここには、学生セツルメント運動の理念と活動方針である3本柱（「地域実践活動」、「学習調査活動」、「国民のたたかいの一翼として～要求実現運動」）が記された。そのため、全国の学生セツルメント運動が、ボランティアサークルと化していく中で、京セツ連（立命館大学「つくしんぼセツルメント」と佛教大学「鴨川セツルメント」）のみが、1960年代からの流れを受けて活動をしていた。

#### 1990年代
だが､一方でサークル内で特定政党やその関連団体との関係などが問題視する声が高まる｡また､｢85京都テーゼ｣内の３本柱の１本である｢要求実現運動｣が､日米安保反対集会への参加など､当時のサークル員の要求とは、必ずしも一致してはいなかったことなどがあり､1990年代中盤の｢第39期京都学生セツルメント連合基調報告｣において､要求実現運動の在り方について再考する提言がなされた｡その後､2000年までに実質｢85京都テーゼ｣がその役目を終え､京セツ連もまた全国学生セツルメントの流れを組み､ボランティア・サークルへの道を進むことになる｡
京都学生セツルメント連合(京セツ連)が､学生セツルメント運動の「最後の砦」となった理由の一つ目として､京都という学生運動の強い土地柄であったことが挙げられる｡1990年代初頭まで､京都にはセツルメント会館があった｡ 理由の二つ目として､焦点を当てていた貧困問題の深刻さがある｡他大学セツルメントが1980年代を境に衰退していく中で､実践基盤であった地域が市内でも有数の在日韓国人地区(立命館大)と同和地区(佛教大)といった貧困地帯であった｡1990年代後半には､高瀬川の上にプレハブ小屋として京都市南区東九条の40番地と呼ばれる在日韓国人地区が取り壊され､そこの住民が市営住宅へ転居した｡それらに併せるかのように､立命館大学セツルメントは実践基盤を変更している｡
一方、全国学生セツルメントでは、1988年 全国学生セツルメント連合(全セツ連)の解散を宣言して、ボランティア・サークルの道を進むが、全国の学生による連帯を継続させたい全国の有志があつまり、1990年3月全国学生セツルメント集会が千葉県で開催された。その後、2005年までTheセツルメント(北大)、保健部・おいまわしセツルメント(仙台)、夕陽ケ丘セツルメント(大阪)などが主催して、北海道、福島、埼玉、大阪などで開催された。

#### 2000年代以降
全国の学生セツルメントは、学生サークルとして活動を継続しており、地域ボランティアとして役割をはたしている。2001年時点では、つぎの大学、地域で活動していた。
- ずんがりセツルメント（北海道教育大学）
- THE セツルメント（北海道大学・藤女子大学・武蔵短期大学）
- 青山セツルメント（岩手）
- はらい川セツルメント（福島大学）
- 仙台セツルメント（国見・保険部・おいまわしの交流会）
- 国見セツルメント（宮城教育大学）
- 保健部セツルメント (東北大学、東北福祉大学)
- おいまわしセツルメント (東北大学、東北福祉大学)
- こぶしセツルメント（淑徳大学）
- 氷川下セツルメント（東洋・大妻・お茶の水女子大）
- 堀の内セツルメント（立教大学）
- 池袋子ども会（早稲田大学・東京家政大学）
- いちのえセツルメント(日本社会事業大学)
- 大原セツルメント（東京都立大学）
- トロッコセツルメント（日本福祉大学）
- 井戸田セツルメント　(日本福祉大学）
- やじえセツルメント（日本福祉大学）
- 夕陽丘セツルメント（阪南大学）
- 住吉セツルメント（大阪女子大学・大阪府立大学）
- つくしんぼセツルメント（立命館大学）
- 鴨川セツルメント（佛教大学）